# Anđela Kavanja
Anđela Kavanja (ital. Angela Cavagna; 6. jun 1966. godine u Đenovi, Italija) je italijanska pevačica, glumica i model.